# EM i ishockey 1929
EM i ishockey 1929 var det 14. europamesterskab i ishockey for landshold. Turneringen blev afholdt i Ungarn og kampene blev spillet i hovedstaden Budapest 28. januar til 3. februar. Otte nationer deltog, der blev først afviklet gruppespil med tre hold i to puljer og en pulje med to hold da Finland trak sig fra turneringen. 

## Gruppe A
| Dato       | Kampe gruppe A  | Resultat |
| ---------- | --------------- | -------- |
| 30. januar | Polen – Schweiz | 2 – 0    |

### Tabell gruppe A
| Plads | Hold    | Kampe | Sejre | Uafgj. | Tabte | Mål   | Points |
| ----- | ------- | ----- | ----- | ------ | ----- | ----- | ------ |
| 1     | Polen   | 1     | 1     | 0      | 0     | 2 – 0 | 2      |
| 2     | Schweiz | 1     | 0     | 0      | 1     | 0 – 2 | 0      |
| 3     | Finland | 0     | 0     | 0      | 0     | 0 – 0 | 0      |

- Polen til semifinale, Schweits til mellemrunden.

## Gruppe B
| Dato       | Kampe gruppe B             | Resultat |
| ---------- | -------------------------- | -------- |
| 28. januar | Østrig – Tyskland          | 1 – 0    |
| 29. januar | Tyskland – Tjekkoslovakiet | 1 – 2    |
| 30. januar | Østrig – Tjekkoslovakiet   | 1 – 3    |

### Tabel gruppe B
| Plads | Hold            | Kampe | Sejre | Uafgj. | Tabte | Mål   | Points |
| ----- | --------------- | ----- | ----- | ------ | ----- | ----- | ------ |
| 1     | Tjekkoslovakiet | 2     | 2     | 0      | 0     | 5 – 2 | 4      |
| 2     | Østrig          | 2     | 1     | 0      | 1     | 2 – 3 | 2      |
| 3     | Tyskland        | 2     | 0     | 0      | 2     | 1 – 3 | 0      |

- Tjekkoslovakiet til semifinale, Østrig til mellemrunden.

## Gruppe C
| Dato       | Kampe gruppe C    | Resultat  |
| ---------- | ----------------- | --------- |
| 28. januar | Italien – Ungarn  | 2 – 1 eeo |
| 29. januar | Italien – Belgien | 1 – 0     |
| 30. januar | Ungarn – Belgien  | 1 – 1     |

### Tabel gruppe C
| Plads | Hold    | Kampe | Sejre | Uafgj. | Tabte | Mål   | Points |
| ----- | ------- | ----- | ----- | ------ | ----- | ----- | ------ |
| 1     | Italien | 2     | 2     | 0      | 0     | 3 – 1 | 4      |
| 2     | Ungarn  | 2     | 0     | 1      | 1     | 2 – 3 | 1      |
| 3     | Belgien | 2     | 0     | 1      | 1     | 1 – 2 | 1      |

- Italien til semifinale, Ungarn til mellemrunden.

## Mellemrunde
| Dato       | Kampe mellemrunde | Resultat |
| ---------- | ----------------- | -------- |
| 31. januar | Østrig – Ungarn   | 3 – 0    |
| 1. februar | Østrig – Schweiz  | 3 – 1    |
| 2. februar | Ungarn – Schweiz  | 0 – 1    |

### Tabel mellemrunde
| Plads | Hold    | Kampe | Sejre | Uafgj. | Tabte | Mål   | Points |
| ----- | ------- | ----- | ----- | ------ | ----- | ----- | ------ |
| 1     | Østrig  | 2     | 2     | 0      | 0     | 6 – 1 | 4      |
| 2     | Schweiz | 2     | 1     | 0      | 1     | 2 – 3 | 2      |
| 3     | Ungarn  | 2     | 0     | 0      | 2     | 0 – 4 | 0      |

- Østrig til semifinale.

## Semifinaler
| Dato       | Semifinaler EM 1929       | Resultat  |
| ---------- | ------------------------- | --------- |
| 1. februar | Tjekkoslovakiet – Italien | 1 – 0 eeo |
| 2. februar | Polen – Østrig            | 3 – 1     |

### Bronzekamp
| Dato       | Bronzekamp EM 1929 | Resultat |
| ---------- | ------------------ | -------- |
| 17. januar | Østrig – Italien   | 4 – 2    |

### Finale
| Dato       | Finale EM 1929          | Resultat  |
| ---------- | ----------------------- | --------- |
| 3. februar | Tjekkoslovakiet – Polen | 2 – 1 eeo |

## Medaljer
| EM 1929 | Land            |
| ------- | --------------- |
| Guld    | Tjekkoslovakiet |
| Sølv    | Polen           |
| Bronze  | Østrig          |